# Josh Hoey
Josh Hoey (1 de noviembre de 1999) es un deportista estadounidense que compite en atletismo, especialista en las carreras de mediofondo. Ganó una medalla de oro en el Campeonato Mundial de Atletismo en Pista Cubierta de 2025, en la prueba de 800 m.

## Palmarés internacional
| Campeonato Mundial en Pista Cubierta | Campeonato Mundial en Pista Cubierta | Campeonato Mundial en Pista Cubierta | Campeonato Mundial en Pista Cubierta |
| Año                                  | Lugar                                | Medalla                              | Prueba                               |
| ------------------------------------ | ------------------------------------ | ------------------------------------ | ------------------------------------ |
| 2025                                 | Nankín (China)                       | Medalla de oro                       | 800 m                                |